# Il padrone
Il padrone è un romanzo dello scrittore e giornalista Goffredo Parise, pubblicato nell'autunno del 1964 dopo sei anni di pausa letteraria.
Secondo Gian Arturo Ferrari, nella figura del padrone l'autore ritrasse quella di Livio Garzanti, suo storico editore.

## Trama
Il racconto è narrato in prima persona dal protagonista, un giovane neodiplomato appena assunto in una grande ditta commerciale. Trasferitosi dalla provincia dove è nato, lasciando i genitori anziani e la sua fidanzata Maria, cerca di ambientarsi sin da subito nella grande città dove trova una stanza per sé grazie alle raccomandazioni del dottor Diabete, uno degli amministratori della ditta commerciale che ha raccomandato il protagonista direttamente al capo dell'azienda, il dottor Max. 
Lo spaesamento dovuto alle differenze tra la semplice vita di provincia dell'adolescenza e quella frenetica e complessa della grande città, va a scontrarsi contro le dinamiche interne della ditta che appaiono sin da subito bizzarre, cominciando direttamente dal dottor Max, giovane figlio del fondatore dell'azienda che, in quanto suo erede, si sente schiacciato dalle notevoli responsabilità, problema che si unisce al suo carattere irrequieto e paranoico, dovuto ai maltrattamenti subiti dal padre anziano e da una poco chiara idea di cosa voglia dire essere il "padrone" di una ditta grande come la sua.
Il rapporto tra il "padrone" e il "dipendente" è il tema centrale del romanzo: via via che i mesi passano, il rapporto tra i due uomini diventa sempre più esclusivo fino a raggiungere episodi sconcertanti, come quando il dottor Max inizia a somministrarsi punture giornaliere di vitamine e costringe anche il protagonista a prenderle, come prova di dimostrazione di generosità da parte del padrone e di lealtà da parte del dipendente. Arriva il giorno però che il dottor Max si disaffeziona al suo sottoposto più fidato, e dopo averlo cacciato dal suo vecchio ufficio comincia a non considerarlo più e ad evitarlo quando questi cerchi un confronto, senza smettere però di costringerlo ad assumere le vitamine e cancellando completamente la sua individualità. 
Seppur tra alcuni episodi sconcertanti, come il suicidio di un suo collega - che per via dei problemi legati all'alcool assunto per superare lo stress da lavoro era stato umiliato pubblicamente in uno degli attacchi d'ira del dottor Max - e l'imposizione da parte della madre del padrone, la dottoressa Uraza, di sposare una ragazza orfana affetta da sindrome di down che la signora aveva preso sotto la sua ala ma che non vuole più avere con sé, il narratore in preda a molti dubbi scrive una lettera al padre in attesa di consigli: questi lo raggiunge in treno dalla provincia, chiedendosi perché suo figlio, partito anni prima come un giovane ragazzo promettente e intelligente, accettasse così tanti soprusi e umiliazioni pur di tenersi il posto. Il protagonista allora si scontra col padre e così appare chiaramente, oltre alla differenza tra le due generazioni, quanto il lavoro abbia alienato il giovane dal mondo esterno e lo abbia reso completamente succube della figura del suo padrone, il dottor Max, che attraverso i suoi legami al di fuori della ditta riuscirebbe ad emarginare il protagonista togliendogli la possibilità di trovare un altro lavoro nel caso volesse licenziarsi, e manipolandolo fino alla fine pur di presentarsi come un datore di lavoro gentile e presente.

## Edizioni
- Il padrone, Milano, Feltrinelli, 1965.
- Il padrone, collana Gli struzzi, n. 25, Torino, Einaudi, 1971.
- * Goffredo Parise, Il padrone, in Opere, collana I Meridiani, a cura di Bruno Callegher e Mauro Portello, vol. 1, Milano, Mondadori, 1987, ISBN 9788804301073.
- Sillabario n. 2, prefazione di Silvio Perrella, collezione Premio Strega, Torino, UTET, 2007.
- Il padrone, collana Fabula, Adelphi, 2011, ISBN 978-8845925856.